# Бойко Петро Тодосьович
Петро́ Тодо́сьович Бо́йко (нар. 23 червня 1930, с. Лопатинка Оратівського району Вінницької області — 6 березня 2020, Київ, Україна) — диктор Українського радіо з 1953 року, священик з 1990 року, заслужений артист України (1984).

## Біографія
Батько Петра Бойка, Тодось Трохимович, за фахом агроном, пропав безвісти на війні в 1944 році.
Мати, Варвара Леонтіївна Богдан (1897—1973), була художньо обдарованою, замолоду брала участь у драматичному гуртку.
Брат Петра трагічно загинув за нацистської окупації. Петро Бойко з 14 років почав працювати в колгоспі. Щодня носив у райцентр за 12 км зведення про хід робіт, а додому пошту.
1947 року в сусідньому селі Велика Ростівка на «відмінно» закінчив сьомий клас і вступив на геологічний відділ Львівського гірничо-паливного технікуму. Ходив у львівські театри, захоплювався грою акторів.
1950 року перевівся в Київський гірничий технікум. Брав участь у самодіяльності при Київському міському будинку вчителя.
В 1952 році вступив на геологічний факультет Київського державного університету ім. Тараса Шевченка (КДУ).
Після першого курсу переміг у конкурсі на диктора Українського радіо серед мало не 300 претендентів, де й почав працювати з 1 серпня 1953 року.
Своїми вчителями Бойко вважає уславлених Юрія Шумського, Ростислава Івицького, Поліну Нятко, Дмитра Журавльова, Іраклія Андронникова, а «хрещеним батьком» на радіо — провідного диктора Українського радіо, заслуженого артиста Андрія Євенка.
З геологічного стаціонарного факультету перевівся на заочний відділ філологічного факультету КДУ, який закінчив 1959 року.
Працюючи на радіо, викладав виразне читання й культуру мови в Київському педінституті; як лектор товариства «Знання» читав лекції про ораторське мистецтво по всій Україні.
Сприяннями інспектора-методиста української мови та літератури Міністерства освіти Надії Дмитрівни Коваленко читав лекції про усномовне мистецтво як елемент педагогічної майстерності в інститутах та на курсах підвищення кваліфікації вчителів, брав участь у створенні фонохрестоматії з української літератури — знаходив у архівах справжні шедеври, і в школах зазвучали голоси корифеїв українського мистецтва.
1963 року як провідний диктор Українського радіо Бойко виступив на Всеукраїнській конференції з питань культури мови, яку проводили Інститут мовознавства АН УРСР і КДУ. За слова: « …що в державі нема хазяїна в мовному господарстві, норм культури мови не дотримуються в засобах інформації, у пресі, в публічних виступах.» його відлучили від мікрофона, перевели літературним редактором редакції музичного мовлення. Відтоді він мав репутацію «українського буржуазного націоналіста». Згодом його все-таки допустили до читання спершу на третій, потім на другій, нарешті й на першій програмі Українського радіо.
1990 року він визнаний найкращим диктором року й нагороджений спеціальним дипломом.
Залишався позапартійним, ходив до Володимирського собору, причащався. Коли ж почалася перебудова і у Львові храм Петра і Павла першим вийшов з підпорядкування Московському патріархатові, Бойко почав їздити туди, щоб слухати службу Божу українською мовою. «Почувався, як на небі», — згадує він.
На 60-му році життя запитав настоятеля храму отця Володимира: «Чи можу я думати у своєму віці про те, щоб стати на шлях служіння Господу?». Дістав відповідь: «Коли ви про це подумали, то вже маєте ствердну відповідь — можете. Вікових обмежень немає. Ви вже зробили перший крок. Таке бажання так просто не приходить. Це покликання». Почав вивчати порядок ведення богослужінь і треб.
23 червня 1990 єпископ Василь Романюк (згодом — Патріарх Київський і всієї України-Руси Володимир) висвятив його на диякона, а 26 липня того ж року митрополитом Іоаном Боднарчуком був рукоположений в ієреї для місійного служіння.
Коли в листопаді 1990 року в Україну прибув Патріарх Мстислав (Скрипник), щоб очолити відновлену УАПЦ, отець Петро став його секретарем.
Роботи було непочатий край: освячував храми, благословляв велелюдні зібрання по всій Україні, освятив національний прапор у Світловодську під час виборчої кампанії В. Яворівського.
Тріумфом стало освячення національного прапора вранці 24 серпня 1991 року біля Святої Софії. Того дня прапор був урочисто внесений у Верховну Раду, яка ухвалила Акт про державну незалежність. 4 вересня прапор о 17:40 був піднесений над куполом будинку Верховної Ради України. Тепер цей прапор зберігається у спеціальній раці в музеї ВР України.
1991 року очолював похід останнім шляхом Кобзаря з Петербурга до Канева. На території України священники Московського патріархату не дозволяли учасникам ходи заходити до церков — дозволили тільки 22 травня в Каневі, Бойка не впустили, стояв під церквою.
У жовтні 1991 року о. Петро виїхав до Канади, де навчався в Колегії св. Андрія при Манітобському університеті, служив як протоієрей у різних парафіях української діаспори в Оттаві, Монреалі, Ляшіні, Веланді, Ніаґара-Фолс. Там вилікувався від раку та врятував зір.
2003 року повернувся в Київ, служив у храмі Різдва Христового, що на Подолі, у храмі Івана Богослова (с. Шевченкове Звенигородського району, Черкаської області), працював на Українському радіо.
Його читання «Кобзаря» та прози Тараса Шевченка, роману «Берестечко» Ліни Костенко, книжок «Країна Моксель» Володимира Білінського, «Ментальність орди» Євгена Гуцала, монографії Івана Дзюби «Тарас Шевченко», які прозвучали в ефірі Українського радіо, і, зокрема, на каналі духовного відродження «UA: Радіо Культура», за масштабністю, обсягом літературного матеріалу здійснено вперше в історії.
Останнім часом з'явилися на дисках видавництва «Наш формат» романи Юрія Горліса-Горського «Холодний Яр» та Василя Шкляра «Чорний ворон» у виконанні заслуженого артиста Петра Бойка. Він мріяв покласти на диски всі твори Т. Шевченка, виконані в шевченківському контратеїстичному дусі.
Був визнаний еталонним голосом України.

## Родина
Дочка Олеся — доктор медичних наук, професор, проректор Національного медичного університету ім. О.Богомольця.
Син Платон — фармацевт, богослов.